# Jacques Doyen
Jacques Doyen (* 21. August 1943) ist ein französischer Bogenschütze.
Doyen nahm an den Olympischen Spielen 1972 in München teil und beendete den Wettkampf im Bogenschießen auf Rang 21.